# Lucio Ponzio Aquila
Lucio Ponzio Aquila (in latino Lucius Pontius Aquila; ... – 43 a.C.) è stato un politico romano, tribuno della plebe e cesaricida.

## Biografia
Durante la guerra civile tra Cesare e Pompeo sostenne quest'ultimo. Sicuramente ottenne il perdono da parte di Cesare, altrimenti non avrebbe potuto ricoprire la carica di Tribuno della plebe nel 45 a.C. Si ipotizza però che egli sia lo stesso Ponzio Aquila al quale, secondo Cicerone, furono confiscate alcune proprietà nei pressi di Napoli, che poi furono donate da Cesare alla sua amante Servilia (o forse solo acquistate all'asta da quest'ultima a prezzo vantaggiosissimo), madre di Marco Giunio Bruto.
Ad ogni modo, che agisse per motivi di risentimento personale, oppure per alti ideali, Ponzio Aquila si rese protagonista di un atto di testimonianza civile e di insubordinazione al dittatore quando Cesare celebrò, ai primi di ottobre del 45 a.C., il suo quinto trionfo. Infatti, quando Cesare sfilò col suo carro trionfale davanti ai seggi dei dieci Tribuni della plebe, nove di essi si alzarono in piedi, ma Ponzio Aquila rimase seduto. Il dittatore si adirò molto e gli urlò: "Toglimi dunque, o Aquila, la Repubblica, tu che sei Tribuno". Per diversi giorni, da quel momento, Cesare continuò ironizzare sul gesto di Ponzio Aquila: infatti ogni volta che in pubblico prometteva qualcosa aggiungeva: "Sempre che Ponzio Aquila sia d’accordo".
Pochi mesi dopo, Ponzio Aquila partecipò alla congiura delle Idi di Marzo del 44 a.C. nella quale Cesare fu assassinato.
Morì nella seconda battaglia di Modena, il 21 aprile del 43 a.C., combattendo quale luogotenente di Decimo Bruto contro Marco Antonio.
Lucio Ponzio Aquila fu, forse, un lontano parente di Ponzio Pilato.